# 阿拉卡蒂
阿拉卡蒂是巴西塞阿拉州的一个市镇。总面积1229.194平方公里，总人口62816人，人口密度51.1人/平方公里。